# Sonnenfinsternis vom 8. Juli 1842
Die totale Sonnenfinsternis vom 8. Juli 1842 war in Nordafrika, Europa, der Arktis und fast ganz Asien sichtbar. Der Pfad der Totalität zog sich von Portugal über Spanien, Südfrankreich, Norditalien, dann vom Österreichischen Kaiserreich über das Russische Kaiserreich bis ins Chinesische Kaiserreich. Die längste Dauer der Sonnenfinsternis mit 4 Minuten und 5 Sekunden wurde in der Nähe der Kasachischen Stadt Öskemen erreicht.
Die Sonnenfinsternis vom 8. Juli 1842 gehört zum Saros-Zyklus 124.

## Beobachtungen

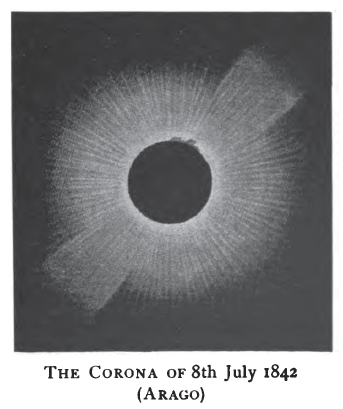

In Perpignan in Südfrankreich, wo die Totalität am frühen Morgen 2m 17s betrug, berichtet der französische Physiker François Arago:
Am 8. Juli 1842 waren bei Perpignan gegen 2 000 Menschen aus allen  Ständen, Gelehrte, Bürger, Landleute, Soldaten zusammengeströmt, um die  große, im Süden Frankreichs total erscheinende Sonnenfinsternis zu  beobachten. Es waren wohl – dank vorhergehender Aufklärung über die  Natur des Vorgangs – nur wenige unter diesen Menschen, die nicht von der  klarsten Überzeugung erfüllt waren, daß diese Erscheinung zu den  natürlichen, gesetzmäßigen, berechenbaren gehöre, über die man bei  gesundem Verstande keine Ursache habe sich zu beunruhigen. Beim  Beginn der Finsternis schien nur Neugierde und Wetteifer die Menge zu  bewegen, die beim Anblick des ersten kleinen Ausschnitts am westlichen  Sonnenrande in ein ungeheures Geschrei ausgebrochen war. Als aber die  Sonne, auf einen schmalen Streifen zurückgeschnitten, ein schwaches,  unsicheres Licht über die Landschaft zu werfen begann, bemächtigte sich  eine sichtliche Unruhe der Zuschauenden; jeder empfand das Bedürfnis,  den Umstehenden seine Empfindungen mitzuteilen, und ein dumpfes, dem  Tosen eines fernen Meeres ähnliches Brausen erhob sich aus der Menge.  Dieses dumpfe Brausen schwoll immer stärker und stärker an, je schmäler  die Sonnensichel wurde. Endlich verschwand sie, Dunkelheit trat ein, und  ein totenähnliches Schweigen bezeichnete diese Phase der Finsternis  ebenso scharf, wie es ein Pendel der astronomischen Uhr getan hätte.   Das Verschwinden des Tagesgestirns, dem der Quell allen irdischen Lebens,  die Wärme, entströmt, hatte den Mutwillen der Jugend, die Leichtfertigkeit  der Schwätzer, die lärmende Gleichgültigkeit der Ungebildeten überwunden.   Auch in der Luft herrschte tiefe Stille, und die Vögel hatten aufgehört zu singen.
Im deutschsprachigen Raum ist die Beschreibung von Adalbert Stifter, der die Finsternis im morgendlichen Wien mit einer Dauer von 2m 1s erlebte, weit verbreitet. Seine Beschreibung ist im Artikel über Sonnenfinsternisse wiedergegeben. Da die nächstfolgende totale Sonnenfinsternis vom 19. August 1887 wegen schlechten Wetters nicht sichtbar war, wurden durch die Beschreibung große Erwartungen an die Sonnenfinsternis vom 11. August 1999 geweckt, welche jedoch vielerorts ebenfalls wegen des schlechten Wetters enttäuscht wurden.

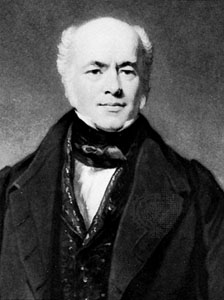
Francis Baily

Francis Baily beobachtete die Sonnenfinsternis in Italien. Sein Fokus lag auf der Beobachtung der Sonnenkorona und der Protuberanzen. Er entdeckte, dass diese Phänomene Teil der Sonnenatmosphäre sind. Die Bailyschen Perlen (im Deutschen eher als „Perlschnurphänomen“ bekannt) sind nach ihm benannt, um ihn für seine korrekte Erklärung des Phänomens im Jahr 1836 zu ehren.